# Supreme Snowboarding
Supreme Snowboarding, appelé Boarder Zone aux États-Unis, est un jeu vidéo de snowboard développé par le studio finlandais Housemarque, sorti en 1999 sur PC et Game Boy Color.

## Système de jeu
Supreme Snowboarding est un jeu de snowboard typé arcade. Il propose au joueur d'incarner les différentes stars de ce sport extrême sur des pistes presque verticales.
Le joueur peut effectuer tous les tricks et grabs qu'il désire dans les half-pipes et rechercher une dose de vitesse dans des parcours jonchés d'obstacle. Il est également possible de s'aventurer en hors-piste, dans la poudreuse, mais toute chute le ramènera sur la piste.

## Les différents environnements
Il existe plusieurs environnements :
- Alpin : Des descentes vertigineuses entre rochers et crevasses. Les pistes sont tortueuses à cause des rochers abondants.
- Forêt : Cet environnement mène entre des arbres, tout en côtoyant un torrent gelé. Les pistes sont abondamment enneigées.
- Village : Cette fois-ci, le joueur doit se frayer un chemin entre les chalets et les immeubles. Parfois, il pourra même snowboarder sur les toits, en battant peut-être le record !

## Les différents modes de jeu
Différents modes de jeu s'offrent au joueur. Certains permettent de s'évader dans la nature ou de faire une course calmement. D'autres vont permettre de débloquer les pistes difficiles ou d'avoir accès à toutes les planches du jeu.

### Arcade
Mode dans lequel il est possible de s'entraîner, en jouant avec des adversaires. Il y a aussi la possibilité d'avoir la montagne pour le joueur seul, et tenter d'établir des records contre la montre. Sinon, le joueur peut faire des figures, soit dans un half-pipe, soit sur un big air

### Championnat
Mode de jeu où il faudra faire le meilleur temps. Il y a trois clubs de douze personnes. Les qualifications (Pipe, Air ou Contre la Montre) permettent de partir en premier si on a bien réussi l'épreuve. En revanche, si on est tombé lors d'un saut, il y a de fortes chances de partir dans les derniers. Le joueur affronte des adversaires et si à la fin des trois courses de même difficulté sur un environnement différent il est dans les trois premiers, il passe au club supérieur.

### Compétition
Cette fois-ci, le joueur doit se battre avec des figures les plus spectaculaires. Pour le big air, les facteurs qui interviennent sont l'amplitude du saut, et la technicité de la figure exécutée. Pour le half pipe, l'amplitude, la rotation (plus de 180°), la non-rotation (180° de rotation ou moins) et la technique jouent.

### Entraînement
C'est une piste spéciale pour s'entraîner à faire des sauts. Un guide peut donner des exemples de figures à faire (tableau des figures plus bas).

## Jouer en réseau par Internet
L'un des modes de jeu de Supreme Snowboarding permet de jouer en réseau.

Le jeu n'a été conçu que pour fonctionner sur un réseau local, mais il existe des moyens de jouer par internet en simulant un réseau local.